# Nansen Reef
Nansen Reef är ett rev i Sydgeorgien och Sydsandwichöarna (Storbritannien). Det ligger 8 km utanför Sydgeorgiens kust. Det finns inga samhällen i närheten. 